# Trappola ionica quadrupolare

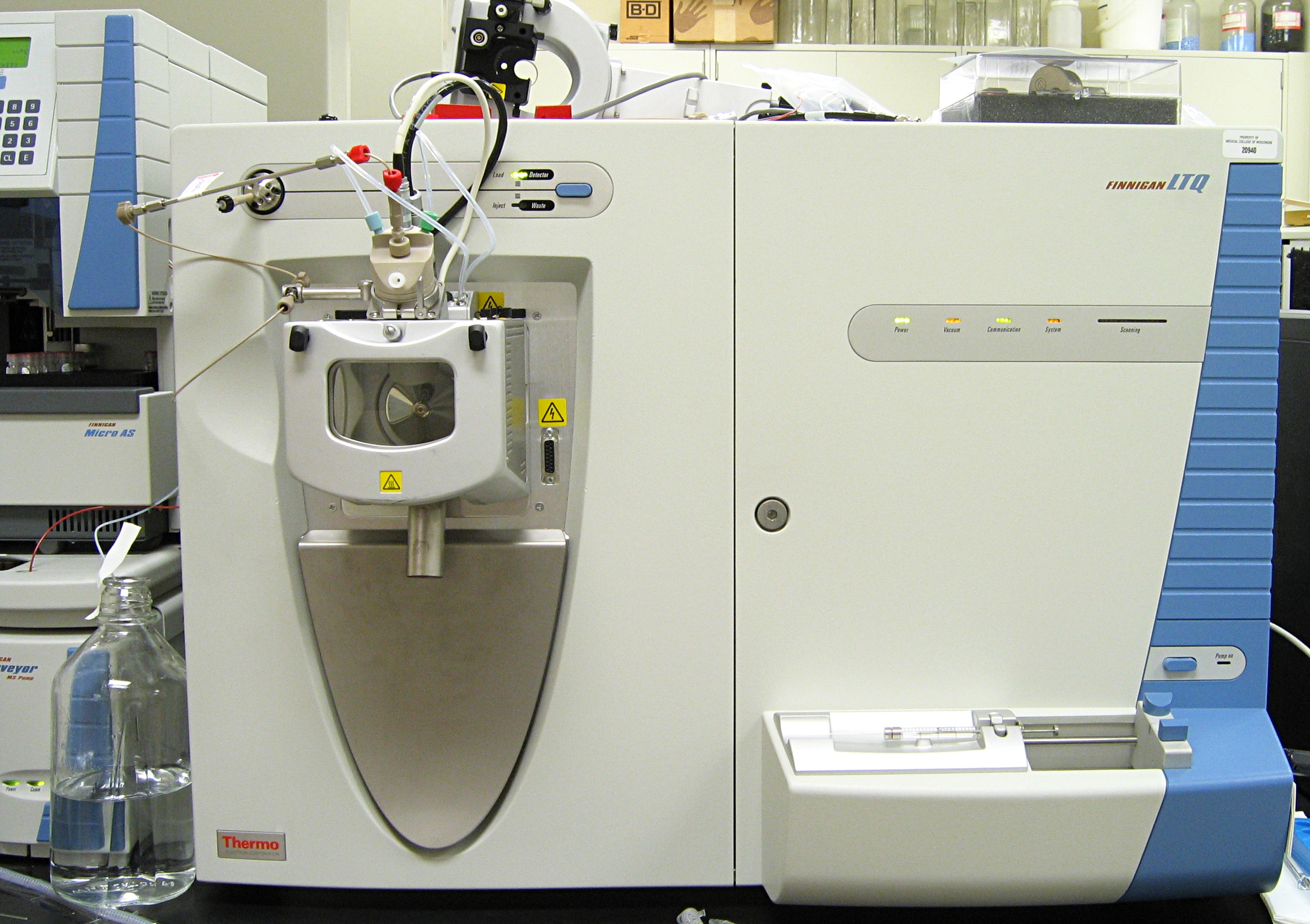
LTQ

In spettrometria di massa la trappola ionica quadrupolare (così chiamata per l'analogia di funzionamento con l'analizzatore a quadrupolo) o trappola ionica di Paul è un analizzatore di massa a trappola ionica. Dal momento che gli ioni rimangono "intrappolati" nell'analizzatore, questo si può usare anche come sorgente nella spettrometria di massa tandem.
Questo tipo di trappola ionica è il più conosciuto e diffuso tanto che spesso ci si riferisce alla trappola ionica quadrupolare con il semplice nome di trappola ionica. 
Esistono tre principali tipologie di trappole ioniche quadrupolari che si differenziano per la loro configurazione: la trappola  tridimensionale (QIT Quadrupole Ion Trap), la trappola bidimensionale o lineare (LTQ Linear Trap Quadrupole) e la trappola ionica cilindrica. A seconda del tipo di trappola la risoluzione può andare da unitaria a 20.000.
Gli ioni vengono costretti a percorrere traiettorie tra l'elettrodo centrale e i due elettrodi a calotta (end caps in lingua inglese), queste sono descritte dall'equazione di Mathieu.
Comunemente si indica con la sigla IT (dalla lingua inglese ion trap).

## Meccanismo
Agli elettrodi è applicata una tensione a corrente continua (DC) o alternata a radiofrequenza (RF).
Gli ioni sono attratti dal potenziale all'anello centrale e poi respinti (cambia segno il potenziale) in modo alternato e moti simili avvengono anche tra i due elettrodi a calotta. Gli ioni che devono essere analizzati vengono espulsi dalla trappola, la radiofrequenza viene aumentata in modo tale che vengano accelerati verso le calotte e attraversano l'apertura centrale delle stesse, finendo nel rivelatore. Gli ioni intrappolati possono però interagire tra loro, questo effetto si chiama limite di carica spaziale e questo limita le prestazioni dello strumento.
I modi di funzionare della trappola sono essenzialmente tre:
- Tensione costante RF e nessuna tensione DC: tra gli elettrodi rimarranno gli ioni al di sopra di un certo rapporto m/Z, aumentando RF aumenta il limite inferiore di m/z e si espellono gli ioni (modalità a instabilità di massa selettiva)
- Tensione DC tra le calotte: c'è un limite inferiore e uno superiore di m/z
- Tensione DC tra le calotte più un campo oscillante ausiliario: gli ioni selezionati possono aumentare la propria energia cinetica e collidere, usato nella spettrometria di massa tandem